# Alekszandra Alekszandrovna Romanova orosz nagyhercegnő
Alekszandra Alekszandrovna orosz nagyhercegnő (oroszul: Великая княжна Александра Александровна Романова; Carszkoje Szelo, 1842. augusztus 18./30. – Szentpétervár, 1849. június 28./július 10.) orosz nagyhercegnő, kisgyermekként elhunyt agyhártyagyulladás következtében.

## Élete
Alekszandra Alekszandrovna nagyhercegnő 1842-ben született II. Sándor cár és Mária hesseni hercegnő első gyermekeként. A „Lina” vagy „Szasenyka” becenéven ismert nagyhercegnő volt a cári szülők két leánya közül az egyik. Hatéves korában, 1849-ben agyhártyagyulladást kapott, és meghalt. „Édesanyja még évtizedekkel később sem tudott könnyek nélkül beszélni róla.” Ruháját, melyet halálakor viselt, II. Miklós cár uralkodása alatt kiállították a Téli Palotában.
Szelleme állítólag az 1860-as években két szeánszon is feltűnt. Mindkét szeánszot Alekszandra Joszifovna nagyhercegné rendezte, és részt vett rajtuk Alekszandra Alekszandrovna édesapja, II. Sándor cár is.
Az „Alekszandra” nevet a nagyhercegnő halála után szerencsétlenséget hozó névnek tartották a cári családban. Alekszandra Pavlovna és Alekszandra Nyikolajevna nagyhercegnők ugyan Alekszandra Alekszandrovna előtt éltek, de mindketten fiatalon hunytak el, és erre a tényre Alekszandra Alekszandrovna halálával sokan rávilágítottak. Alekszandra Alekszandrovna után a család mindössze két tagja viselte a keresztnevet: Alekszandra Georgijevna nagyhercegné, aki szintén ifjúkorában halt meg, valamint Alekszandra Fjodorovna cárné, akit a bolsevikok végeztek ki.